# Championnats du monde de snowboard 2021
Navigation
Édition précédente Édition suivante
Les championnats du monde de snowboard 2021 sont la 14e édition des championnats du monde de snowboard, prévue initialement à Zhangjiakou en Chine, puis à Calgary au Canada, qui se déroule sur 3 sites différents en raison de la pandémie de Covid-19 :
- Les épreuves de snowboardcross ont lieu du 9 au 12 février 2021 à Idre Fjäll en Suède[1]
- Les épreuves de snowboard alpin prennent place le 1er et 2 mars 2021, à Rogla en Slovénie[2]
- Les épreuves de freestyle (big air, half-pipe, slopestyle) se déroulent du 10 au 16 mars à Aspen aux États-Unis[3]

Ils sont organisés conjointement aux championnats du monde de ski freestyle, notamment pour les épreuves de cross à Idre Fjäll et les épreuves freestyle à Aspen.
Du fait de l'exclusion de la Russie par le Tribunal arbitral du sport de toutes compétitions internationales jusqu'en décembre 2022, les athlètes russes ne peuvent représenter officiellement la Russie. Ils participent donc de manière « neutre » à la compétition en représentant leur fédération sportive, la Fédération Russe de Ski (Russian Ski Federation en anglais).

## Programme
| Q | Qualifications |  | Finale |

| Idre Fjäll        | Idre Fjäll | Idre Fjäll | Idre Fjäll | Idre Fjäll |
| Événement↓/Date → | Mar 9/02   | Mer 10/02  | Jeu 11/02  | Ven 12/02  |
| ----------------- | ---------- | ---------- | ---------- | ---------- |
| Cross             | Q          |            |            |            |
| Cross par équipes |            |            |            |            |

| Rogla                  | Rogla    | Rogla    | Rogla    | Rogla    |
| Événement↓/Date →      | Lun 1/03 | Lun 1/03 | Mar 2/03 | Mar 2/03 |
| ---------------------- | -------- | -------- | -------- | -------- |
| Slalom géant parallèle | Q        |          |          |          |
| Slalom parallèle       |          |          | Q        |          |

| Aspen             | Aspen     | Aspen     | Aspen     | Aspen     | Aspen     | Aspen     | Aspen     |
| Événement↓/Date → | Mer 10/03 | Jeu 11/03 | Ven 12/03 | Sam 13/03 | Dim 14/03 | Lun 15/03 | Mar 16/03 |
| ----------------- | --------- | --------- | --------- | --------- | --------- | --------- | --------- |
| Big Air           |           |           |           |           | Q         |           |           |
| Halfpipe          |           | Q         |           |           |           |           |           |
| Slopestyle        | Q         |           |           |           |           |           |           |

| \| Aspen Idre Fjäll Rogla \| Sites des compétitions |
| Aspen Idre Fjäll Rogla                              |

| Aspen Idre Fjäll Rogla |

## Tableau des médailles
| Rang  | Nation                  | Or | Argent | Bronze | Total |
| ----- | ----------------------- | -- | ------ | ------ | ----- |
| 1     | Canada                  | 2  | 2      | 1      | 5     |
| 2     | Fédération Russe de Ski | 2  | 1      | 2      | 5     |
| 3     | Autriche                | 1  | 2      | 1      | 4     |
| 4     | États-Unis              | 1  | 2      | 0      | 3     |
| 5     | Allemagne               | 1  | 1      | 1      | 3     |
| 5     | Australie               | 1  | 1      | 1      | 3     |
| 7     | Nouvelle-Zélande        | 1  | 1      | 0      | 2     |
| 8     | Espagne                 | 1  | 0      | 1      | 2     |
| 8     | Japon                   | 1  | 0      | 1      | 2     |
| 8     | Norvège                 | 1  | 0      | 1      | 2     |
| 11    | Grande-Bretagne         | 1  | 0      | 0      | 1     |
| 12    | Italie                  | 0  | 3      | 0      | 3     |
| 13    | Tchéquie                | 0  | 0      | 1      | 1     |
| 13    | Finlande                | 0  | 0      | 1      | 1     |
| 13    | France                  | 0  | 0      | 1      | 1     |
| 13    | Suisse                  | 0  | 0      | 1      | 1     |
| Total | Total                   | 13 | 13     | 13     | 39    |

## Podiums

### Hommes
| Épreuves               | Or                   | Argent              | Bronze               |
| ---------------------- | -------------------- | ------------------- | -------------------- |
| Big air                | Mark McMorris        | Max Parrot          | Marcus Kleveland     |
| Cross                  | Lucas Eguibar        | Alessandro Hämmerle | Éliot Grondin        |
| Halfpipe               | Yūto Totsuka         | Scotty James        | Jan Scherrer         |
| Slalom géant parallèle | Dmitry Loginov (FRS) | Roland Fischnaller  | Andrey Sobolev (FRS) |
| Slalom parallèle       | Benjamin Karl        | Andreas Prommegger  | Dmitry Loginov (FRS) |
| Slopestyle             | Marcus Kleveland     | Sébastien Toutant   | Rene Rinnekangas     |

### Femmes
| Épreuves               | Or                     | Argent                     | Bronze            |
| ---------------------- | ---------------------- | -------------------------- | ----------------- |
| Big air                | Laurie Blouin          | Zoi Sadowski-Synnott       | Miyabi Onitsuka   |
| Cross                  | Charlotte Bankes       | Michela Moioli             | Eva Samková       |
| Halfpipe               | Chloe Kim              | Maddie Mastro              | Queralt Castellet |
| Slalom géant parallèle | Selina Jörg            | Sofia Nadyrshina (FRS)     | Julia Dujmovits   |
| Slalom parallèle       | Sofia Nadyrshina (FRS) | Ramona Theresia Hofmeister | Selina Jörg       |
| Slopestyle             | Zoi Sadowski-Synnott   | Jamie Anderson             | Tess Coady        |

### Mixte
| Épreuves          | Or                                         | Argent                                     | Bronze                                                      |
| ----------------- | ------------------------------------------ | ------------------------------------------ | ----------------------------------------------------------- |
| Cross par équipes | Australie- Jarryd Hughes - Belle Brockhoff | Italie- Lorenzo Sommariva - Michela Moioli | France- Léo Le Blé Jaques - Julia Pereira de Sousa Mabileau |